# Бихачка република
Бихачката република (на сърбохърватски: Bihaćka Republika) е самообявила се държава на територии в днешна Босна и Херцеговина и Хърватия, контролирани от комунистическата Югославска народна освободителна армия (ЮНОА), и просъществувала от 4 ноември 1942 до 29 януари 1943 година.
Бихачката република е обявена при превземането на град Бихач, като в седмиците преди и след това ЮНОА успява да завземе значителна компактна територия с дължина 250 километра и ширина 50 – 70 километра, от Карловац на запад до Прозор на изток. Партизаните губят повечето от тези области в хода на Операция „Вайс“ в началото на 1943 година.